# 中江百合
中江 百合（なかえ ゆり、1892年 - 1969年）は、大正・昭和期の料理研究家。司法官・貴族院議員の渡辺暢の三女で、姉に女優の東山千栄子がいる。

## 経歴
東洋英和女学校から横浜のフェリス女学院に編入、卒業。16歳で素封家中江家に嫁ぎ、料理研究を始める。華道家の勅使川原蒼風、陶芸家の富本憲吉の後援者でもあり、終生一級品の追求と美味三昧の生涯であった。家庭料理の第一人者と紹介されることが多い。
家庭料理のコツや楽しみを記した「お料理いろはかるた」を「暮しの手帖」に連載し、同誌の名物となる。中江はこのかるた一枚一枚に解説を書いている。
旬の食材を美味しく料理するノウハウを綴った一冊「季節を料理する」を著した。しかし長らく絶版となり、“一流の料理人たちが愛した幻の名著”として高い評価を得たまま語り継がれていた。現在においても充分参考になる同書は、復刊を望む多くの声に応えて2003年に復刻された。

## 家族・親族
夫は中江種一。鉱山王と呼ばれた中江種造の長男にあたる。
子には中江孝男（バスケットボール選手としてオリンピック出場、のち官僚・実業家）、中江昭男（ニッポン放送専務）らがいる。
孫（昭男の子）に中江昌彦（翻訳家・音楽プロデューサー・ライター）がいる。

## 著作
- 「季節を料理する」ISBN 978-4766207224